# 镭波
镭波（RaBook）是一家生产高端游戏电脑和军用电脑的公司，其产品通常拥有较高的配置和较高的价格，通常被游戏玩家选用。
其电脑设备现分为Firebat、Xenobat、Combat、Marabat四种，前两者为高端游戏笔记本电脑，Combat为军用笔记本电脑，而Marabat为台式机。

## 链接
镭波电脑官方主页